# Grand Prix-wegrace van Spanje 1968
De Grand Prix-wegrace van Spanje 1968 was de tweede Grand Prix van wereldkampioenschap wegrace voor motorfietsen in het seizoen 1968. De races werden verreden op 5 mei 1968 op het Circuito de Montjuïc, een stratencircuit bij de berg Montjuïc ten zuidwesten van Barcelona. Alleen de soloklassen kwamen aan de start, met uitzondering van de 350cc-klasse.

## 500cc-klasse
Giacomo Agostini won ook in Spanje, waar alleen Jack Findlay níet op een ronde achterstand werd gezet. John Dodds werd met zijn Norton derde. Agostini had een slechte start: na de eerste ronde was hij slechts vijfde achter Angelo Bergamonti (Hannah-Paton), Jack Findlay (Matchless), Bruno Spaggiari (357cc-Ducati) en Rex Butcher (Norton). Agostini passeerde vanaf de derde ronde telkens één man maar kwam met moeite weg van Findlay, die hem bleef volgen. Toch werkte hij zijn voorsprong gedurende de race uit tot een volle minuut. Jack Findlay trainde met de Cardani-driecilinder, maar koos in de race voor zijn McIntyre-Matchless G50.
| Pos | Coureur           | Merk           | Tijd       | Punten |
| --- | ----------------- | -------------- | ---------- | ------ |
| 1   | Giacomo Agostini  | MV Agusta      | 1:16"16'61 | 8      |
| 2   | Jack Findlay      | Matchless      | +1"01'35   | 6      |
| 3   | John Dodds        | Norton         | +1 ronde   | 4      |
| 4   | Angelo Bergamonti | Hannah-Paton   | +1 ronde   | 3      |
| 5   | Gyula Marsovszky  | Matchless      | +1 ronde   | 2      |
| 6   | Rex Butcher       | Norton         | +1 ronde   | 1      |
| 7   | Walter Scheimann  | Norton         |            |        |
| 8   | Gordon Keith      | Monard-Triumph |            |        |
| 9   | Paul Eickelberg   | Norton         |            |        |

| Coureur           | Merk      | Oorzaak |
| ----------------- | --------- | ------- |
| Salvador Cañellas | Bultaco   |         |
| Derek Lee         | Matchless |         |
| Bruno Spaggiari   | Ducati    |         |
| Silvio Grassetti  | Bianchi   |         |
| Ginger Molloy     | Bultaco   |         |

| Coureur             | Merk                     | Oorzaak |
| ------------------- | ------------------------ | ------- |
| Kel Carruthers      | Norton                   |         |
| Bohumil Staša       | ČZ                       |         |
| Bernie Lund         | Matchless                | [ 1 ]   |
| Barry Randle        | Norton                   |         |
| Bill Smith          | Matchless                |         |
| Billie Nelson       | Hannah-Paton             |         |
| Brian Ball          | Seeley                   |         |
| Dan Shorey          | Norton                   |         |
| Derek Woodman       | Seeley-Matchless         |         |
| Godfrey Nash        | Norton                   |         |
| John Cooper         | Seeley-Matchless         |         |
| John Hartle         | Cowles-Métisse-Matchless |         |
| Percy Tait          | Triumph                  |         |
| Peter Williams      | Arter-Matchless          |         |
| Rob Fitton          | Norton                   |         |
| Rodney Gould        | Norton                   |         |
| Ron Chandler        | Seeley                   |         |
| Alberto Pagani      | Linto                    |         |
| Nikolaj Sevast'ânov | Vostok                   | [ 2 ]   |
| Renzo Pasolini      | Benelli                  | [ 3 ]   |
| Silvano Bertarelli  | Paton                    | [ 3 ]   |

### Top tien tussenstand 500cc-klasse
| Pos | Coureur           | Merk               | Ptn |
| --- | ----------------- | ------------------ | --- |
| 1   | Giacomo Agostini  | MV Agusta          | 16  |
| 2   | Jack Findlay      | McIntyre-Matchless | 6   |
| 2   | Dan Shorey        | Norton             | 6   |
| 4   | Gyula Marsovszky  | Matchless          | 5   |
| 5   | John Dodds        | Norton             | 4   |
| 5   | Peter Williams    | Arter-Matchless    |     |
| 7   | Angelo Bergamonti | Hannah-Paton       | 3   |
| 8   | Bohumil Staša     | ČZ                 | 2   |
| 9   | Rex Butcher       | Norton/ Matchless  | 1   |
| 9   | Rodney Gould      | Norton             | 1   |

## 250cc-klasse
In Spanje vochten Bill Ivy en Phil Read net als in de 125cc-klasse ook in de 250cc-klasse een harde strijd uit, maar nu viel alleen Ivy uit, waardoor Read gemakkelijk won. Toch had een Spaanse coureur nog lang op de tweede plaats gelegen: Santiago Herrero met een Ossa. Heinz Rosner (MZ) werd tweede en Ginger Molloy (Bultaco) werd derde.
| Pos | Coureur           | Merk      | Tijd       | Punten |
| --- | ----------------- | --------- | ---------- | ------ |
| 1   | Phil Read         | Yamaha    | 1:03"28'33 | 8      |
| 2   | Heinz Rosner      | MZ        | +1"29'06   | 6      |
| 3   | Ginger Molloy     | Bultaco   | +1 ronde   | 4      |
| 4   | Carlos Giró       | Ossa      | +1 ronde   | 3      |
| 5   | Carlos Rocamora   | Bultaco   |            | 2      |
| 6   | Paul Eickelberg   | Aermacchi |            | 1      |
| 7   | Roberto Blanch    | Montesa   |            |        |
| 8   | Barry Smith       | Derbi     |            |        |
| 9   | Pedro Alvarez     | Bultaco   |            |        |
| 10  | Angelo Bergamonti | Aermacchi |            |        |
| 11  | Brian Smith       | Aermacchi |            |        |
| 12  | Tommy Robb        | Bultaco   |            |        |

| Coureur          | Merk   | Oorzaak |
| ---------------- | ------ | ------- |
| Santiago Herrero | Ossa   |         |
| Bill Ivy         | Yamaha |         |

| Coureur          | Merk           |
| ---------------- | -------------- |
| Jack Findlay     | Bultaco        |
| Gyula Marsovszky | Bultaco        |
| Bill Smith       | Yamaha         |
| Malcolm Uphill   | Suzuki         |
| Rex Butcher      | Suzuki         |
| Rodney Gould     | Bultaco-Yamaha |
| László Szabó     | MZ             |
| Gilberto Milani  | Aermacchi      |
| Renzo Pasolini   | Benelli        |
| Gordon Keith     | Yamaha         |
| Kent Andersson   | Yamaha         |

### Top tien tussenstand 250cc-klasse
| Pos | Coureur          | Merk           | Ptn |
| --- | ---------------- | -------------- | --- |
| 1   | Ginger Molloy    | Bultaco        | 10  |
| 2   | Bill Ivy         | Yamaha         | 8   |
| 2   | Phil Read        | Yamaha         | 8   |
| 4   | Heinz Rosner     | MZ             | 6   |
| 5   | Kent Andersson   | Yamaha         | 4   |
| 6   | Carlos Giró      | Ossa           | 3   |
| 6   | Rodney Gould     | Bultaco-Yamaha | 3   |
| 8   | Jack Findlay     | Bultaco        | 2   |
| 8   | Carlos Rocamora  | Bultaco        | 2   |
| 10  | Paul Eickelberg  | Aermacchi      | 1   |
| 10  | Santiago Herrero | Ossa           | 1   |

## 125cc-klasse
In de tweede 125cc-Grand Prix op Montjuïc Park joegen Bill Ivy en Phil Read elkaar zodanig op, dat Read in de 20e ronde zijn Yamaha RA 31 A met een gebroken krukas moest parkeren en Ivy deed dat niet veel later, ook met een gebroken krukas. Daardoor ging de overwinning naar de Spanjaard Salvador Cañellas met een Bultaco. Ginger Molloy werd met een Bultaco tweede en Heinz Rosner, die feitelijk zijn eerste GP van dit jaar reed, werd met de MZ RE 125 derde.
| Pos | Coureur           | Merk    | Tijd     | Punten |
| --- | ----------------- | ------- | -------- | ------ |
| 1   | Salvador Cañellas | Bultaco | 55"03'94 | 8      |
| 2   | Ginger Molloy     | Bultaco | +29'19   | 6      |
| 3   | Heinz Rosner      | MZ      | +1"47'02 | 4      |
| 4   | Walter Scheimann  | Honda   | +1"49'87 | 3      |
| 5   | Tommy Robb        | Bultaco |          | 2      |
| 6   | Pedro Alvarez     | Bultaco |          | 1      |
| 7   | Juan Bordons      | Bultaco |          |        |
| 8   | Brian Smith       | Honda   |          |        |

| Coureur   | Merk   | Oorzaak |
| --------- | ------ | ------- |
| Bill Ivy  | Yamaha | Krukas  |
| Phil Read | Yamaha | Krukas  |

| Coureur              | Merk          |
| -------------------- | ------------- |
| Kel Carruthers       | Honda         |
| Friedhelm Kohlar     | MZ            |
| Günter Bartusch      | MZ            |
| Hartmut Bischoff     | MZ            |
| Jürgen Lenk          | MZ            |
| Thomas Heuschkel     | MZ            |
| Dieter Braun         | Neckermann-MZ |
| Hans Georg Anscheidt | Suzuki        |
| Lothar John          | Neckermann-MZ |
| Siegfried Möhringer  | Neckermann-MZ |
| Dave Simmonds        | Kawasaki      |
| Steve Murray         | Honda         |
| János Reisz          | MZ            |
| László Szabó         | MZ            |
| Giuseppe Visenzi     | Montesa       |
| Jan Huberts          | MZ            |
| Gordon Keith         | Montesa       |
| Kent Andersson       | MZ            |

### Top tien tussenstand 125cc-klasse
| Pos | Coureur              | Merk          | Ptn |
| --- | -------------------- | ------------- | --- |
| 1   | Phil Read            | Yamaha        | 8   |
| 1   | Salvador Cañellas    | Bultaco       | 8   |
| 3   | Hans Georg Anscheidt | Suzuki        | 6   |
| 3   | Ginger Molloy        | Bultaco       | 6   |
| 5   | Siegfried Möhringer  | Neckermann-MZ | 4   |
| 5   | Heinz Rosner         | MZ            | 4   |
| 7   | Dieter Braun         | Neckermann-MZ | 3   |
| 7   | Walter Scheimann     | Honda         | 3   |
| 9   | Kent Andersson       | MZ            | 2   |
| 9   | Tommy Robb           | Bultaco       | 2   |

## 50cc-klasse
De tweede 50cc-race was de Grand Prix van Spanje, thuiswedstrijd voor Ángel Nieto en voor Derbi. Nieto startte slecht, maar wist zich door het hele veld naar voren te werken om slechts 0,4 seconden achter Hans Georg Anscheidt te finishen. Nieto had zelfs enkele ronden de koppositie gehad. Barry Smith, eveneens op een Derbi, werd derde nadat hij vijf ronden lang aan de leiding gelegen had. Paul Lodewijkx werd met de nieuwe, watergekoelde Jamathi vierde. Officieel heette zijn machine echter "Kreidler". Lodewijkx reed namelijk op de inschrijving van Kreidler-coureur Jan Huberts. Het was toegestaan de coureur óf de motor te vervangen, maar niet allebei. Hierdoor verzamelde Lodewijkx punten voor Kreidler.
| Pos | Coureur              | Merk     | Tijd     | Punten |
| --- | -------------------- | -------- | -------- | ------ |
| 1   | Hans Georg Anscheidt | Suzuki   | 33"29'94 | 8      |
| 2   | Ángel Nieto          | Derbi    | +0'43    | 6      |
| 3   | Barry Smith          | Derbi    | +23'63   | 4      |
| 4   | Paul Lodewijkx       | Jamathi  | +44'94   | 3      |
| 5   | Carlos Giró          | Derbi    | +1"49'85 | 2      |
| 6   | Francisco Cufi       | Derbi    |          | 1      |
| 7   | Benjamín Grau        | Derbi    |          |        |
| 8   | Juan Parés           | Derbi    |          |        |
| 9   | Herbert Denzler      | Kreidler |          |        |
| 10  | José Maria Mañer     | Derbi    |          |        |
| 11  | Manuel Varea         | Derbi    |          |        |
| 12  | Jean-Louis Pasquier  | Derbi    |          |        |

| Coureur              | Merk     |
| -------------------- | -------- |
| Ludwig Faßbender     | Kreidler |
| Rudolf Kunz          | Kreidler |
| Rudolf Schmälzle     | Kreidler |
| David Lock           | Honda    |
| Chris Walpole        | Honda    |
| Jim Pink             | Honda    |
| Leslie Griffiths     | Honda    |
| Robin Udall          | Honda    |
| Aalt Toersen         | Kreidler |
| Cees van Dongen      | Kreidler |
| Jan de Vries         | Kreidler |
| Jos Schurgers        | Kreidler |
| Martin Mijwaart      | Jamathi  |
| Janko-Florijan Štefe | Tomos    |

### Top tien tussenstand 50cc-klasse
| Pos | Coureur              | Merk     | Ptn |
| --- | -------------------- | -------- | --- |
| 1   | Hans Georg Anscheidt | Suzuki   | 16  |
| 2   | Rudolf Kunz          | Kreidler | 6   |
| 2   | Ángel Nieto          | Derbi    | 6   |
| 4   | Rudolf Schmälzle     | Kreidler | 4   |
| 4   | Barry Smith          | Derbi    | 4   |
| 6   | Ludwig Faßbender     | Kreidler | 3   |
| 6   | Paul Lodewijkx       | Jamathi  | 3   |
| 8   | Cees van Dongen      | Kreidler | 2   |
| 8   | Carlos Giró          | Derbi    | 2   |
| 10  | Francisco Cufi       | Derbi    | 1   |
| 10  | Janko-Florijan Štefe | Tomos    | 1   |

1950 · 1951 · 1952 · 1953 · 1954 · 1955 · 1957 · 1958 · 1959 · 1960 · 1961 · 1962 · 1963 · 1964 · 1965 · 1966 · 1967 · 1968 · 1969 · 1970 · 1971 · 1972 · 1973 · 1974 · 1975 · 1976 · 1977 · 1978 · 1979 · 1980 · 1981 · 1982 · 1983 · 1984 · 1985 · 1986 · 1987 · 1988 · 1989 · 1990 · 1991 · 1992 · 1993 · 1994 · 1995 · 1996 · 1997 · 1998 · 1999 · 2000 · 2001 · 2002 · 2003 · 2004 · 2005 · 2006 · 2007 · 2008 · 2009 · 2010 · 2011 · 2012 · 2013 · 2014 · 2015 · 2016 · 2017 · 2018 · 2019 · 2020 · 2021 · 2022 · 2023 · 2024 · 2025